# Chó ngao Brasil
Chó ngao Brazil (Fila Brasileiro) biệt hiệu là Fila là một giống chó ngao có nguồn gốc từ Brazil và khởi thủy từ dòng chó Ngao ở Anh, Chữ "Filar" trong tiếng Bồ Đào Nha nghĩa đen có nghĩa là "giữ, bắt giữ, lấy".là giống chó to đô, hung dữ và chúng thường được dùng làm giống chó săn và chó giữ nhà. Chó ngao Brasil là loài chó dũng cảm và hung dữ phi thường, độ hung dữ thuộc vào hàng đầu trong số các loài chó nhưng lại tỏ ra hiền và dịu dàng với trẻ em trong gia đình nhưng đặc biệt dị ứng với người lạ. Chúng có khả năng theo dõi tuyệt vời nhưng lại khá hung hăng và bốc đồng. Vì kích thước, tính khí và độ nguy hiểm, giống chó này bị cấm ở nhiều nước trên thế giới.

## Đặc điểm
Chó ngao Brasil được lai tạo vào thế kỷ 15 từ các giống chó ngao Anh (English Mastiff), Bloodhound, chó bun Anh (Bulldog) và Rafeiros. Fila có khả năng theo dấu và tìm kiếm các động vật khác hoặc được sử dụng trong các cuộc săn lớn (big game). Khi Fila tìm thấy con mồi, chúng không tấn công mà chỉ sủa cho tới khi người thợ săn tới. Khi chế độ nô lệ còn tồn tại ở Brazil, Fila thường được dùng để tìm bắt các nô lệ bỏ trốn về cho chủ nô. Khả năng theo dấu tốt của Fila đã dẫn đến sự có mặt của chúng tại Bắc Mỹ và châu Âu, tuy nhiên, do kích cỡ và tính hung dữ tiềm ẩn của Fila Brasileiro, chúng bị cấm nuôi tại một số quốc gia.
Fila là giống chó Mastiff khổng lồ chuyên được huấn luyện để săn gấu và báo đốm tại Brazil. Chúng đứng đầu trong bảng xếp hạng những chú chó khó thuần phục nhất, và hung hăng nhất. Chủ nuôi của Fila phải là người cứng rắn, hiểu biết đủ để có thể kềm cặp chú chó lớn này trong những trường hợp có tai nạn phát sinh.
Mặc dù vậy, một khi Fila đã được đón nhận làm thành viên trong gia đình, chúng sẽ là người bảo vệ rất tuyệt vời. Fila yêu bọn trẻ trong nhà, nghe lệnh người lớn, coi việc bảo đảm sự an toàn cho tất cả người nhà là ưu tiên hàng đầu. Chúng không bao giờ ngần ngại xả thân vì chủ. Nếu được nuôi dạy kĩ, Fila sẽ cư xử rất chừng mực khi đi dạo cùng chủ bên ngoài mà không phải lo ngại chúng tấn công vào bất kì người hay con vật nào có mùi lạ.
Chó ngao Brasil có làn da chùng trông bùng nhùng và cái mũi thính nhạy của giống chó đánh hơi Bloodhound. Dòng máu giống Bloodhound làm loài chó này trở thành những kẻ có khả năng đánh hơi tốt. Dòng máu chó ngao di truyền cho chúng thân hình vững chắc, tính dũng cảm và luôn sẵn sàng chiến đấu và loài chó Bulldog di truyền cho chúng tính mạnh mẽ, và quyết liệt và hiếu động. Chúng không phù hợp cho cuộc sống đô thị vì thân hình đồ sộ của chúng cần có sự tự do thoải mái của vùng thôn quê. Chúng có thể ngủ ngoài trời. Chúng cần có sân rộng và có rào cao để chạy nhảy. Chúng rất cần vận động nhiều và thích đi dạo.
Bộ lông của Fila Brasileiro trơn tru và ngắn, chúng thường có màu lông đen, vện, màu quả mơ, đỏ, màu lông tối,vàng da hươu, đốm, ngoại trừ màu xám lông chuột, đen và Tân, Xanh và Trắng, màu trắng, không được vượt quá 1/4 diện tích bề mặt lông, được cho phép ở chân, ngực, và đầu, đuôi theo tiêu chuẩn FCI. 
Chó ngao Brasil có một khung xương vững chắc, con đực cao khoảng 65–75 cm, nặng khoảng hơn 50 kg, con cái thì cao khoảng 60–70 cm, nặng khoảng hơn 40 kg. Tuổi thọ của chúng từ 9 đến 11 năm. Chó ngao Brasil có chiếc mõm dài thuộc dòng chó đánh hơi, da rủ xuống, đung đưa bùng nhùng và khả năng đánh hơi tốt. Má của Fila rủ xuống nặng nề thể hiện ngoại hình của loài chó ngao. Cổ dày và chảy xuống. Da là đặc điểm nổi bật của loài này, dày và long thòng, lỏng lẻo khắp cơ thể, nhất là phần cổ. Một số con Fila có rất nhiều nếp gấp ở cổ hoặc ở hai bên. Lông chúng ngắn và mượt và có rất nhiều màu chủ đạo là màu đen, vện, đen nâu, dễ chăm sóc và thuộc loại có mức rụng lông vừa phải.

## Tập tính
Chó ngao Brasil là một loại chó ngao dũng cảm, mạnh mẽ, luôn phục tùng gia chủ, luôn luôn là người bạn trung thành. Chúng tận tâm với gia chủ và sẵn sàng bảo vệ chủ lập tức. Người ta không cần phải dạy các kỹ năng bảo vệ cho chúng vì nó đã thuộc về bản năng. Đây là loài được sinh ra để bảo vệ người chủ và gia đình. Chúng yêu trẻ con trong gia đình và là một con vật tốt để bầu bạn cho gia đình với sự dịu dàng, tình yêu và lòng trung thành. Fila là loài chó dũng cảm và hung dữ phi thường. Có lẽ độ hung dữ thuộc vào hàng nhất bảng các loài chó. Nhưng lại vô cùng hiền và dịu dàng với trẻ em trong gia đình.
Mặc dù vậy, chúng thuộc dạng chó rất hung dữ, đặc biệt với nhưng người lạ hoặc vật nuôi khác. Ngay từ 2-3 tháng tuổi chúng đã thể hiện ra ràng chúng không hề ưa người lạ. Là một loài chó bảo vệ. Chúng cần những người chủ thực sự đặc biệt có thể hiểu được bản năng đầu đàn của chúng. Sự hòa đồng, khả năng hiểu biết của về bản năng của chúng mới có thể giúp người nuôi thành công khi là chủ nó. Chúng chỉ thực sự gần gũi với ai mà chúng cảm thấy tin tưởng. Một trong những đặc tinh của chúng chính là "căm thù" người lạ. Thậm chí người brazil đã có cả câu ngạn ngữ để chỉ tính cách này của Fila
Chúng rất phản ứng tiêu cực với người lạ, có nhưng con, cho dù cho đã hòa đồng chúng từ rất sớm chúng vẫn luôn luôn sẵn sàng tấn công người lạ nếu có cơ hội. Các nhà nhân giống đang cố gắng tạo ra một loài mới có tinh khí nhẹ nhàng và hiền thuần hơn nhưng dù cho là một con chó thuộc dang hiền cũng luôn luôn trở thành mối nguy hiểm khôn lường với những người lạ. Bản năng của chúng là bảo vệ tất cả những gì thuộc về gia đình chúng.
Không nên làm chúng trở nên nguy hiểm, ích kỷ. Bởi bản thân chúng đã nguy hiểm. Fila không thích hợp với những ông chủ có một cuộc sống giao du, hòa đồng. Tuy nhiên các nhà nhân giống đang cố gắng tạo ra một loài Fila có tinh khí nhẹ nhàng và hiền hậu hơn. Nhưng có thể nói điều đó cũng thật là khó khăn, bởi chúng hung dữ ngay từ trong mắu. Dù cho là một con Fila thuộc dang "mềm nhất" cũng luôn luôn trở thành mối nguy hiểm khôn lường với những người lạ. Bản năng của Fila là bảo vệ tất cả những gì thuộc về gia đình chúng. Một con Fila – dù cho bạn có cố hòa đồng nó với thế giới bên ngoài nhưng cũng đừng hòng một người lạ nào có thể đến gần chúng được.

## Bệnh tật
Chó ngao brazil có xu hướng mắc những bệnh của những dòng chó lớn, bao gồm triệu chứng của các bệnh:
- Loạn sản xương hông ở chó như là:

Chó đứng lên rất khó khăn sau khi nghỉ, miễn cưỡng vận động, vận động gần như đồng thời hai chân sau hoặc có các biểu hiện bất thường về hình dáng khác, đi lại khập khiễng, đau, rất khó khăn để đứng bằng hai chân sau khi đứng hay nhảy hoặc đi lên cầu thang; khớp chậu đùi bị lệch vị trí, teo cơ rõ rệt ở vùng đùi.
Trên hình ảnh chụp X quang cho thấy rõ tình trạng thoái hóa của xương hông. Tuy vậy, ở một số chó, có thể khi chụp X quang không phát hiện được sự tổn thương của xương hông cho tới khi chó được 2 tuổi. Thêm vào đó, rất nhiều chó mắc chứng loạn sản xương hông không biểu hiện triệu chứng lâm sàng; ngược lại một số chó lại có biểu hiện bệnh rất rõ trước 7 tháng tuổi, một số khác lại không có bất cứ biểu hiện bệnh lý về tình trạng loạn sản xương hông nào cho đến khi chó trưởng thành.
Cũng cần lưu ý rằng, tình trạng loạn sản xương hông có thể nhẹ hoặc nặng; có thể tiến triển ngày một xấu đi hoặc duy trì ở một tình trạng nhất định; phản ứng tu sửa tổn thương tại khớp chậu- đùi có thể diễn ra yếu hoặc mạnh ở từng cá thể. Từng cá thể lại có khối lượng cơ thể khác nhau, vì thế, những giống chó nhỏ rất ít vận động mạnh sẽ có cường độ vận động khớp chậu- đùi hoàn toàn khác với những giống chó to lớn ưa vận động. Ở một số chó, tình trạng bệnh lý tiến triển và biểu hiện triệu chứng sớm, một số khác có thể không bao giờ có những triệu chứng bất thường nào.
- Xoắn dạ dày ở chó: nguyên nhân thực sự của hiện tượng này đến nay vẫn chưa được nghiên cứu và có kết luận chính xác. Các nhà khoa học có rất nhiều ý kiến khác nhau.

Hầu như tất cả các bác sĩ thú y đều có chung quan điểm: chó ăn no quá, đầy dạ dày cùng với việc hoạt động mạnh,nô đùa, dạo chơi ngay sau khi ăn, thức ăn lên men mạnh,giàu Hydrocarbon sẽ làm tăng nguy cơ gây bệnh cũng làm tăng nguy cơ bị xoắn dạ dày chướng hơi hơn so với những con chó tĩnh lặng sau khi ăn. Điều đó là logic bởi sự vận động làm tăng sự đung đưa của dạ dày và dễ dẫn đến sự quay lộn.
Và chứng loạn sản khuỷu tay. Những con chó thường có khuynh hướng sưng lên hoặc volvulus dạ dày. Những con chó này đòi hỏi nhiều tập thể dục và do đó không phù hợp với cuộc sống thành thị.